# Monochaetum rubescens
Monochaetum rubescens är en tvåhjärtbladig växtart som beskrevs av Henry Allan Gleason. Monochaetum rubescens ingår i släktet Monochaetum och familjen Melastomataceae. Inga underarter finns listade i Catalogue of Life.